# Ракша-Слюсарева Олена Анатоліївна
Ракша-Слюсарева Олена Анатоліївна (16 травня 1955, Київ) — українська вчена, імунолог, радіобіолог, доктор біологічних наук, кандидат медичних наук, професорка. Професорка кафедри мікробіології, вірусології та імунології та медичної біології Донецького національного медичного університету МОЗ України. 

## Біографія
Народилася 16 травня 1955 р. в Києві в родині вчителя Анатолія Ігоровича Ракші та лікаря Анастасії Іванівни Венедиктової. З відзнакою закінчила Національний медичний університет імені О. О. Богомольця за спеціальністю «Педіатрія».
Аспірантуру проходила в лабораторії загальної вірусології Київського науково-дослідного інституту інфекційних хвороб Міністерства охорони здоров’я України. Працювала молодшим науковим співробітником лабораторії загальної вірусології та лабораторії електронної мікроскопії цього ж інституту. У 1984 році під керівництвом члена-кореспондента НАН і НАМН України, доктора медичних наук, професора Аркадія Фролова захистила кандидатську дисертацію на тему «Циркуляція в організмі маркерів вірусу гепатиту В, прогнозування перебігу та кінця гепатиту» за спеціальністю «Вірусологія».
Працювала науковим співробітником відділу радіобіології Інституту проблем онкології імені Р. Є. Кавецького Національної академії наук України.
У 1990 році переїхала до Донецька. Працювала старшим науковим співробітником — керівником групи імунології відділу профпатології Донецького регіонального центру профпатології та профілактики травматизму, старшим науковим співробітником групи імунологічних досліджень Центральної науково-дослідної лабораторії Донецького медичного університету. У 1997 році захистила докторську дисертацію в МДУ імені М. В. Ломоносова на тему «Гемато-імунологічний стан ліквідаторів наслідків аварії на Чорнобильській атомній електростанції, що проживають в екокризовому регіоні Донбасу, та обґрунтування корекції його порушень». У 1999 році дисертацію було перезахищено в КНУ імені Тараса Шевченка.
У 1999—2001 роках — завідувачка лабораторії клінічної імунології Інституту невідкладної та відновної хірургії АМН України. Паралельно з роботою в лабораторії викладала. 
У 2007 році присвоєно вчене звання професора.
Після початку війни на сході України у 2014 році переїхала до Києва, де працювала в Інституті епідеміології та інфекційних хвороб імені Л. В. Громашевського на посаді вченого секретаря. З 2017 року — професор кафедри мікробіології, вірусології та імунології ДНМУ у місті Краматорськ.

## Наукова діяльність
Основні напрямки досліджень: клінічна імунологія, радіобіологія, вірусологія, біотехнологія харчових продуктів.
Науковий доробок складає біля 700 наукових робіт, серед яких 7 монографій, 2 підручника, 11 навчальних посібників, понад 60 авторських свідоцтв та патентів.
Вибрані пубілкації:
- Підходи до оцінки якості харчових добавок, спрямованих на корекцію харчування й регуляцію систем організму : монографія / О. А. Ракша-Слюсарева, В. В. Дятлов, О. А. Слюсарев [та ін.] ; Донец. нац. ун-т економіки і торгівлі ім. М. І. Туган-Барановського, каф. товарознавства і експертизи продовольчих товарів. — Донецьк : ДонНУЕТ, 2010. — 192 с.

- Гемато-иммунологический статус ликвидаторов последствий аварии на Чернобыльской АЭС, проживающих в экокризисном регионе Донбасса, и обоснование коррекции его нарушений : дис. … д-ра биол. наук : 03.00.01 / Ракша-Слюсарева Елена Анатольевна ; Украинский НИИ онкологии и радиологии МЗ Украины, Институт экспериментальной патологии, онкологии и радиобиологии им. Р. Е. Кавецкого НАН Украины. — 1998. — 351 л.

- Кустов Д. Ю., Слюсарев О. А., Друпп Ю. Г., Ракша-Слюсарева О. А. Трансплантаційна та медикаментозна корекція стану психонейроімуноендокринної системи при оваріальній недостатності в експерименті : монографія. — Донецьк : Донец. нац. мед. ун-т ім. М. Горького, 2011. — 125 с.

- Малигіна В. Д., Ракша-Слюсарева О. А., Ракова В. П. [та ін.] Мікробіологія та фізіологія харчування : навч. посіб. для студ. вищ. навч. закладів освіти I–IV рівнів акредитації. — Київ : Кондор, 2009. — 241 с. : іл. — ISBN 978-966-351-265-5.

- Малигіна В. Д., Ракша-Слюсарева О. А., Попова Н. О. Мікробіологія та фізіологія харчування : навч. посіб. для студ. вищ. навч. закладів освіти I–IV рівнів акредитації. — Київ : Кондор, 2017. — 312 с. : іл. — ISBN 978-966-351-265-5.

- Ракша-Слюсарева О. А. Основи наукових досліджень : навч. посіб. для студ. вищ. навч. закл. / Донец. нац. ун-т економіки і торгівлі ім. М. Туган-Барановського, каф. товарознавства і експертизи продовольчих товарів. — Донецьк : ДонНУЕТ, 2012. — 260 с. — ISBN 978-966-385-259-1.

- Ракша-Слюсарева О. А. Харчові добавки / М-во освіти і науки України, Донец. нац. ун-т економіки і торгівлі ім. М. Туган-Барановського. — Донецьк : ЛАНДОН-ХХІ, 2014. — 549 с. — ISBN 978-617-7280-01-8.

- Шубін О. О., Садеков А. А., Азарян О. М. [та ін.] Ринок продовольчих товарів України: реалії та перспективи : монографія : у 2 т. / за наук. ред. О. О. Шубіна ; М-во освіти і науки України, Донец. нац. ун-т економіки і торгівлі ім. М. Туган-Барановського. — Донецьк : ДонНУЕТ, 2010. — Т. 2. — 508 с. — ISBN 978-966-385-190-7. (Розд. 13. — С. 341–404).